# 416 f.Kr.

## Händelser

### Efter plats

#### Grekland
- På Alkibiades uppmaning erövrar atenarna ön Melos (som dittills har varit neutral under det peloponnesiska kriget). Dess invånare behandlas med stor grymhet av atenarna, då alla män, som kan bära vapen, dödas och kvinnorna och barnen förslavas.
- På Sicilien ber den joniska staden Segesta atenarna om hjälp mot den doriska staden Selinus (som får stöd av den mäktiga sicilianska staden Syrakusa). Folket i Syrakusa är, liksom spartanerna, dorer, medan atenarna och deras allierade på Sicilien är joner. Atenarna känner sig därför tvingade att bistå sina allierade och förbereder därför en armada, för att invadera Sicilien.